# Quintus Tullius Cicero
Quintus Tullius Cicero, Cicero (uttalas på antikt latin ['kɪ:kero]), född cirka 102 f.Kr. i Arpinum, död 43 f.Kr., var en romersk statsman och författare. Han var bror till Marcus Tullius Cicero.
Quintus Tullius Cicero författade bland annat tragedier, dikter samt Commentariolum Petitionis, ett stycke om talekonsten. Han deltog i erövringen av Gallien som befälhavare under Julius Caesar men mördades av den militärjunta som grep makten efter mordet på honom (se andra triumviratet). Enligt uppgift överlämnade sig Quintus frivilligt till bödlarna sedan hans namn förts upp på proskriptionslistorna i utbyte mot sin fängslade sons liv, ett löfte som enligt de antika historieskrivarna infriades.